# Corey Linsley
Corey Linsley (Youngstown, 27 luglio 1991) è un giocatore di football americano statunitense che gioca nel ruolo di centro per i Los Angeles Chargers della National Football League (NFL). Fu scelto nel corso del quinto giro (161º assoluto) del Draft NFL 2014. Al college giocò a football all'Università statale dell'Ohio.

## Carriera

### Green Bay Packers
Linsley fu scelto nel corso del quinto giro del Draft 2014 dai Green Bay Packers. Debuttò come professionista partendo come centro titolare nella gara della settimana 1, persa contro i Seattle Seahawks campioni in carica. La sua stagione da rookie si concluse disputando tutte le 16 gare come partente, più due nei playoff, venendo inserito nella formazione ideale dei rookie dalla Pro Football Writers Association.
Nel 2020 Linsley fu inserito per la prima volta nel First-team All-Pro.

### Los Angeles Chargers
Il 15 marzo 2021 Linsley firmò con i Los Angeles Chargers un contratto quinquennale del valore di 62,5 milioni di dollari. A fine stagione fu convocato per il suo primo Pro Bowl e inserito nel Second-team All-Pro.

## Palmarès
- Convocazioni al Pro Bowl: 1

2021
- First-team All-Pro: 1

2020
- Second-team All-Pro: 1

2021
- PFWA All-Rookie Team - 2014